# San Miguel de Abona
Pour les articles homonymes, voir San Miguel et Abona.
San Miguel de Abona est une commune de la province de Santa Cruz de Tenerife dans la communauté autonome des Îles Canaries en Espagne. Elle est située au sud de l'île de Tenerife.

## Géographie

### Localisation

Localisation de l'île de Tenerife dans les Îles Canaries.
Localisation de San Miguel de Abona dans l'île de Tenerife.

| Vilaflor de Chasna | Vilaflor de Chasna  | Granadilla de Abona |
| Arona              | San Miguel de Abona | Granadilla de Abona |
|                    | Océan Atlantique    |                     |

## Démographie
| Année | Population | Densité |
| ----- | ---------- | ------- |
| 1991  | 5.118      | 122/km² |
| 1996  | 5.776      | 137/km² |
| 2001  | 8.398      | 200/km² |
| 2002  | 9.174      | 218/km² |
| 2003  | 9.988      | 238/km  |
| 2004  | 10.802     | 257/km² |
| 2005  | 11.737     | 279/km² |
| 2009  | 16.179     | 385/km² |